# مادر لود ایکرز (کالیفرنیا)
مادر لود ایکرز (به انگلیسی: Mother Lode Acres) یک منطقهٔ مسکونی در ایالات متحده آمریکا است که در شهرستان کالاوراس، کالیفرنیا واقع شده‌است. مادر لود ایکرز ۷۴ متر بالاتر از سطح دریا واقع شده‌است.